# Елитна юношеска група до 17 години
Елитна юношеска лига е български футболен турнир организиран от БФС за определяне на шампиона на България при юноши младша възраст.
До създаването и се стига след национална конференция на която треньори и ръководители на водещите български клубове предлагат нейното създаване. В елитната юношеска група ще играят 17-годишните формации на най-добрите школи в страната. Футболните деятели стигат до решение в нея да участва младшата възраст, тъй като момчетата от старшата възраст могат да бъдат включвани и в дублиращите тимове. Задачата на елитната юношеска група е най-силните школи в България да се срещат помежду си при разменено домакинство. Така на 18 юни 2009 година Изпълнителният комитет на БФС взима решение да създаде елитна юношеска група. В първата и година ще се състезават юношите младша възраст, родени 1993 г. в състав от 16 отбора. Победителят в тази група ще получава званието „Републикански юношески шампион“.
Първоначално в първата година от създаването си групата се попълва от желаещите да участват в нея отбори от страната. Последните два отбора в класирането в края на сезона ще отпадат, а на тяхно място ще влизат отбори, определени след квалификации между победителите на регионалните групи в страната. В първото издание на турнира шампион става отбора на Чавдар (Етрополе) завършил с еднакъв брой точки с отбора на Литекс (Ловеч), но с по-добри показатели в преките двубои (1:1 в Ловеч и 1:0 в Етрополе). През сезон 2010-11 титлата печели Литекс

## Списък на победителите
| Сезон   | Шампион             | Вицешампион       | Бронз               |
| ------- | ------------------- | ----------------- | ------------------- |
| 2009-10 | Чавдар (Етрополе)   | Литекс (Ловеч)    | Левски (София)      |
| 2010-11 | Литекс (Ловеч)      | Спартак (Пловдив) | Левски (София)      |
| 2011-12 | Левски (София)      | Литекс (Ловеч)    | Славия (София)      |
| 2012-13 | Славия (София)      | Левски (София)    | Лудогорец (Разград) |
| 2013-14 | Лудогорец (Разград) | Литекс (Ловеч)    | Ботев (Пловдив)     |
| 2014-15 | ДИТ София           | Литекс (Ловеч)    | ПФК ЦСКА (София)    |